# Volksdeutsche Mittelstelle

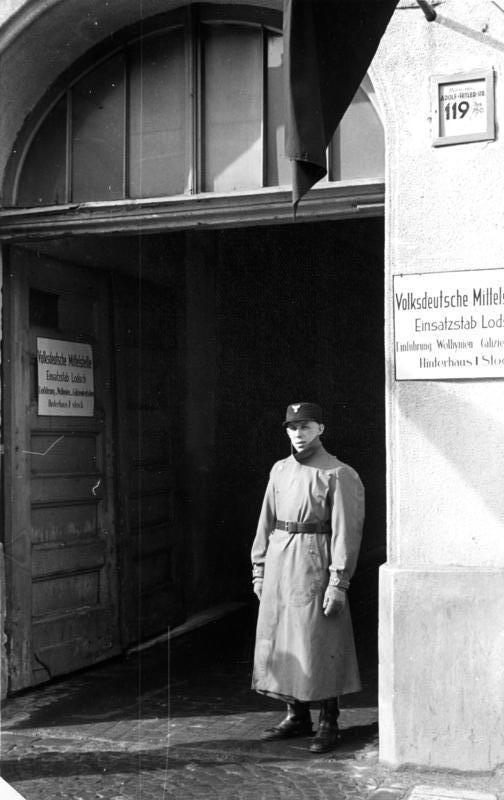
Wachposten vor dem Eingang zur Volksdeutschen Mittelstelle im Einsatzstab Lodsch (1940),
Bild des Deutschen Ausland-Instituts

Das Hauptamt Volksdeutsche Mittelstelle (auch Volksdeutsche Mittelstelle; offizielle Abkürzung VoMi) war eine Behörde des Deutschen Reichs mit der Aufgabe, die volkstumspolitischen Ziele des Nationalsozialismus in Bezug auf die außerhalb des Deutschen Reiches lebenden „Volksdeutschen“ umzusetzen. Die Behörde organisierte unter der Losung „Heim ins Reich“ vor allem den Transport und die Unterbringung der „Volksdeutschen“ bei ihrer Umsiedlung aus Auslandsgebieten nach den annektierten Grenzgebieten im Osten. Im Juni 1941 wurde die Volksdeutsche Mittelstelle ein SS-Hauptamt, das dem Reichsführer SS direkt unterstellt war.

## Vorgeschichte
Ein Vorläufer der Volksdeutschen Mittelstelle war der Volksdeutsche Rat, der im Herbst 1933 durch Rudolf Heß (von Adolf Hitler mit der Leitung der Volkstumspolitik beauftragt) eingerichtet worden war. Er stand formell unter der Leitung von Karl Haushofer, die aktive Geschäftsführung übernahm Hans Steinacher. Wegen Abgrenzungskonflikten mit den Kompetenzbereichen anderer NS-Institutionen wie der NSDAP/AO geriet der Volksdeutsche Rat schnell ins Hintertreffen und trat bereits Anfang 1935 nicht mehr zusammen. Im Herbst 1935 wurde der Volksdeutsche Rat durch das Büro Kursell abgelöst, das beim „Außenpolitischen Amt für Sonderfragen“ („Dienststelle Ribbentrop“) im Stab von Rudolf Heß unter Otto von Kursell angesiedelt war.
Kursell wurde schließlich zum Jahreswechsel 1936/37 abgesetzt und aus der SS ausgeschlossen, das Büro Kursell von der SS übernommen und zur Volksdeutschen Mittelstelle umfunktioniert.
Seit Februar 1937 leitete der von Heinrich Himmler abgeordnete SS-Obergruppenführer Werner Lorenz die Mittelstelle; sein Stabschef wurde der ebenfalls von Himmler abgeordnete SD-Mann Hermann Behrends. Die VoMi wurde durch Anordnung von Heß mit der alleinigen Kompetenz in Volkstumsfragen beauftragt. Organisatorisch wurde sie im Stab Heß und bei Ribbentrop in seiner Eigenschaft als Beauftragtem für außenpolitische Fragen der NSDAP angesiedelt.
Die VoMi übernahm als Zentralstelle die Verwaltung und Verteilung sämtlicher Hilfsgelder für die Volkstumsarbeit. Bereits 1938 verfügte sie über einen Etat von 50 bis 60 Millionen Reichsmark, was dem gesamten Haushalt des Auswärtigen Amtes entsprach.
Zwischen 1939 und 1940 war die Organisation der Umsiedlung deutscher Volksgruppen unter der Losung „Heim ins Reich“ Hauptaufgabe. Die VoMi siedelte bis 1941 rund eine Million Volksdeutsche um. Schwerpunkt waren die annektierten Gebiete Polens, der Reichsgaue Wartheland (Posen) und Danzig-Westpreußen (Danzig), in denen bis zum Deutsch-Sowjetischen Krieg rund 350.000 deutsche Umsiedler und rund 370.000 Reichsdeutsche angesiedelt wurden.

### Umsiedlungen bis 1941

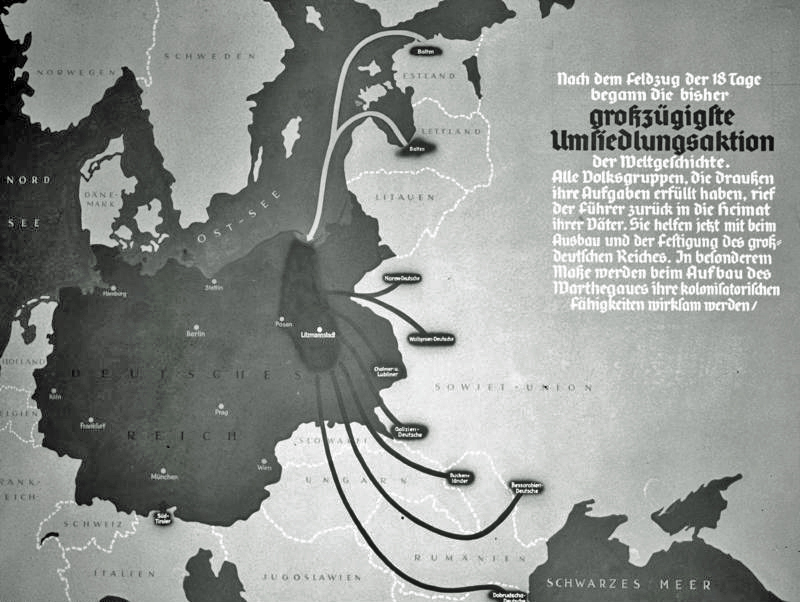
Propagandaplakat zur Umsiedlung

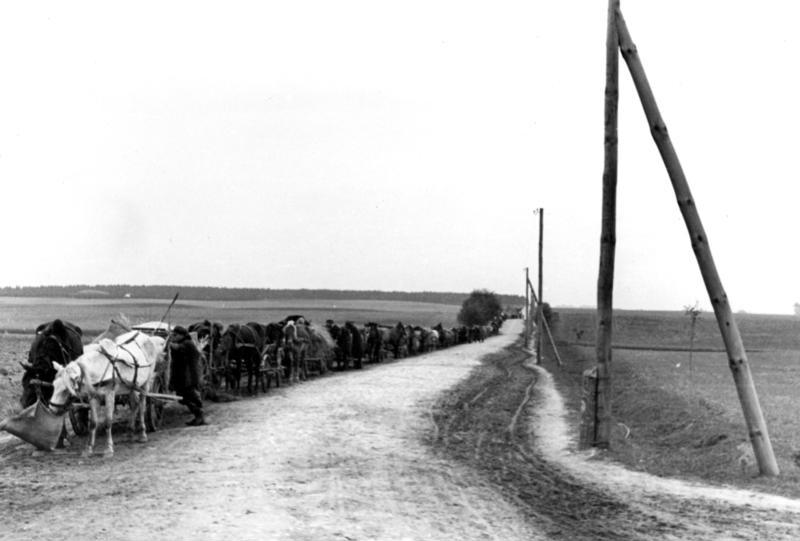
Treck volksdeutscher Umsiedler aus Cholm, in Polen 1940

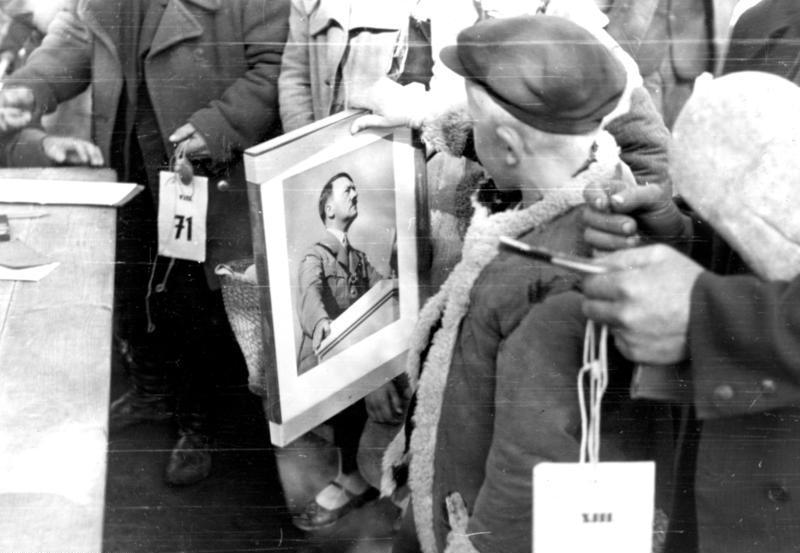
NSV händigt den Umsiedlern im Lager Pinne Bilder von Adolf Hitler für ihre Wohnungen aus

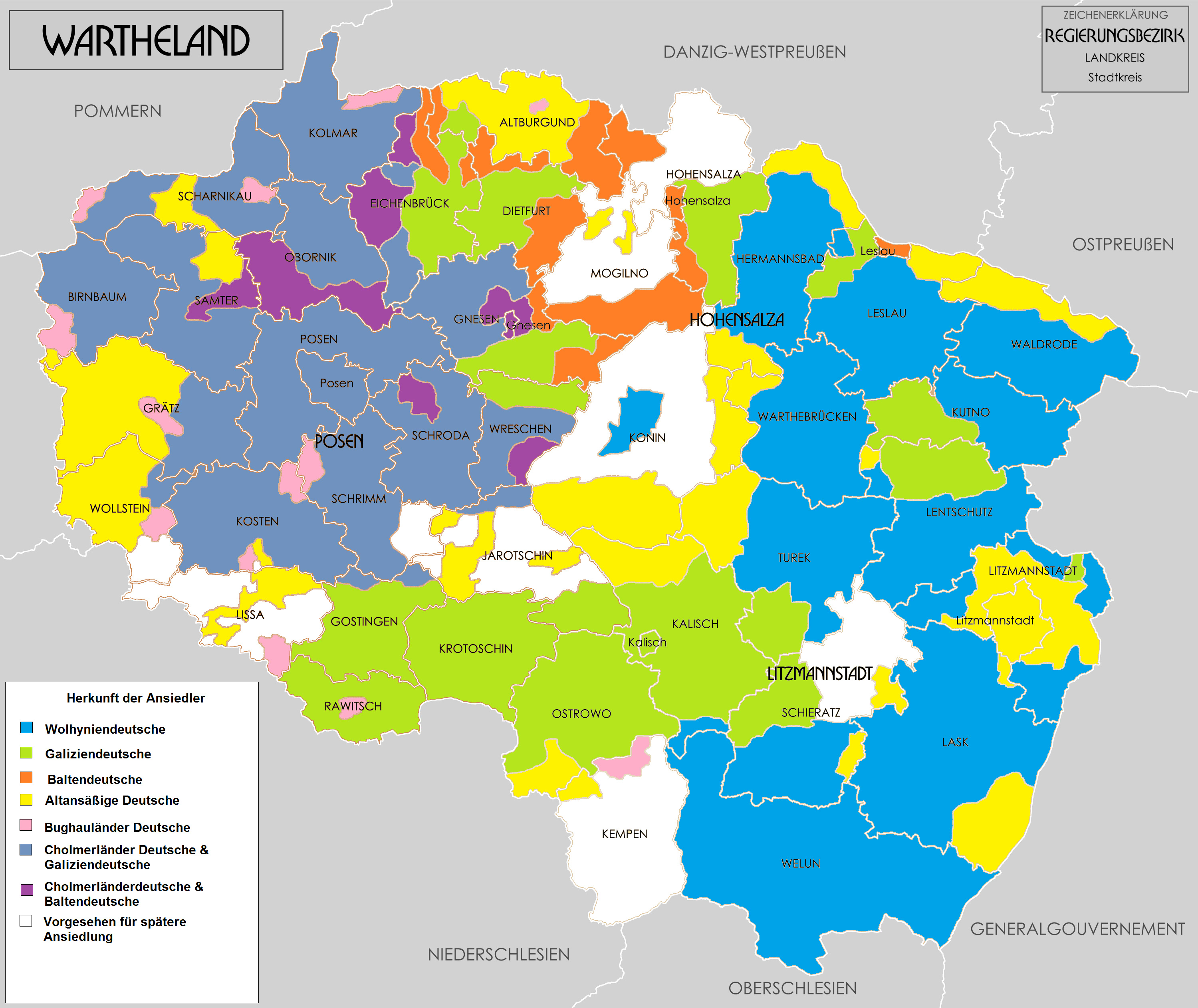
Deutsche Ansiedler im Wartheland, Siedlungsplanung nach Herkunftsregion.

Die Umsiedlungen der Volksdeutschen Mittelstelle zwischen 1939 und 1941 betrafen viele Gruppen von Volksdeutschen unter der Losung „Heim ins Reich“. Sie wurden aus ihrer (oft schon über viele Generationen bewohnten) nichtdeutschen Heimat in südost- und nordosteuropäischen Staaten ausgesiedelt. Es handelte sich um schachbrettartige Verschiebungen von Menschen aus nationalstaatlichen Ideologien auf Initiative des Deutschen Reichs. Grundlage waren bilaterale Verträge zwischen dem Deutschen Reich und einem anderen europäischen Staat.
Am 5. September 1940 schloss das Deutsche Reich einen Vertrag mit der Sowjetunion wegen der Rücksiedlung der Deutsch-Balten. Im Oktober folgten Verträge mit den baltischen Staaten Estland, Lettland und Litauen, die 1940 in die Sowjetunion eingegliedert worden waren. Ende 1939 wurden zwei Abkommen mit Italien geschlossen (21. Oktober und 21. Dezember) wegen der Rücksiedlung der Südtiroler, der deutschen Bevölkerung Südtirols, auf Reichsgebiet (Option in Südtirol). Am 22. Oktober 1939 wurde ein weiteres Abkommen mit Rumänien geschlossen, in dem es um Bessarabiendeutsche, Dobrudschadeutsche und Bukowinadeutsche ging.
| Jahr    | Herkunftsgebiet     | Hauptansiedlungsgebiet | Zahl    |
| ------- | ------------------- | ---------------------- | ------- |
| 1939    | Südtirol            | Nordtirol, Kärnten     | 100.000 |
| 1939    | Ostpolen            | Reichsgaue             | 28.000  |
| 1940    | Generalgouvernement | Reichsgaue             | 30.000  |
| 1939/40 | Estland             | Reichsgaue             | 13.000  |
| 1939/40 | Estland             | Reichsgaue             | 49.000  |
| 1941    | Lettland            | Reichsgaue             | 16.000  |
| 1941    | Lettland            | Reichsgaue             | 50.000  |
| 1940    | Bessarabien         | Reichsgaue, Steiermark | 93.000  |
| 1940    | Nordbukowina        | Reichsgaue, Steiermark | 42.000  |
| 1940    | Südbukowina         | Reichsgaue             | 55.000  |
| 1940    | Norddobrutscha      | Reichsgaue             | 14.000  |

Umsiedlung deutscher Volksgruppen 1939–1941

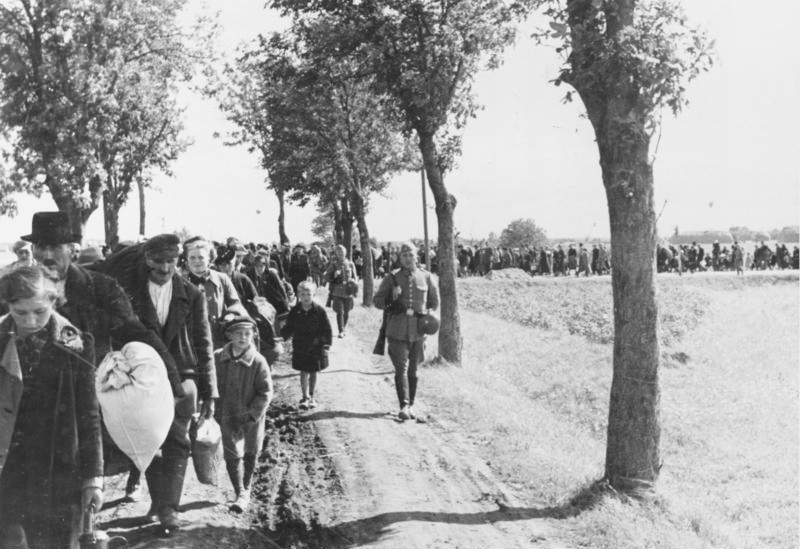
Vertriebene Polen auf dem Weg zum Bahnhof, Schwarzenau bei Gnesen, 1939

Die Umsiedlungsaktionen haben ihren Ursprung in Adolf Hitlers Reichstagsrede vom 6. Oktober 1939 zum Zerfall des polnischen Staates infolge der deutschen Besetzung. Darin äußerte er, dass im „Zeitalter des Nationalitätenprinzips und des Rassegedankens“ eine „neue Ordnung der ethnographischen Verhältnisse“ notwendig sei. Das bezog er nicht nur auf den Raum Polen, sondern sprach auch vom weiteren Osten und Südosten Europas, der mit „nichthaltbaren Splittern des deutschen Volkstums“ gefüllt sei. Zum einen versprach er sich davon, dass Minderheitenkonflikte in den Nationalstaaten verhindert werden. Zum anderen sollte das umzusiedelnde Menschenpotenzial das von Deutschland eroberte Polen sowie den polnischen Korridor besiedeln. Die Umwandererzentralstelle (vormals Amt für die Umsiedlung von Polen und Juden) organisierte die Vertreibung der nicht-arischen Bevölkerung in den Ansiedlungsgebieten. Davon waren allein im Warthegau zwischen 1939 und 1944 rund 630.000 polnische und jüdische Bewohner betroffen.

## SS-Hauptamt unter der Leitung des Reichskommissars für die Festigung deutschen Volkstums
Mit der Einsetzung des Reichsführers SS als Reichskommissar für die Festigung deutschen Volkstums wurde die Volksdeutsche Mittelstelle unter ihrem Leiter Werner Lorenz ab Juni 1941 zum SS-Hauptamt, was eine Aufgabenabgrenzung zum Stabshauptamt erforderlich machte. Neben der Anordnung des Reichsführers SS vom 28. November 1941 über „den Aufbau der Volkstumsarbeit der NSDAP und die Abgrenzung der Zuständigkeiten der Hauptämter der SS“ kam es am 9. September 1942 außerdem zu einer Vereinbarung über die Abgrenzung der Aufgaben zwischen dem Hauptamt Volksdeutsche Mittelstelle und dem Stabshauptamt durch die Chefs der beiden Hauptämter. Die Volksdeutsche Mittelstelle war nun für die Führung der deutschen Volksgruppe zuständig, für die sogenannte „Absiedelung“ und für den Transport und die Versorgung der Umsiedler in Lagern. Außerdem hatte sie die Gruppen III und IV der Deutschen Volksliste zu betreuen. Dabei handelte es sich um die „deutschstämmigen“ Gruppen, die die deutsche Staatsbürgerschaft nur auf Widerruf erhielten, oder sogar nur eine Anwartschaft darauf. Entsprechend hatte sie „Volkstumsarbeit“ zu leisten.

### Organisationsschema des SS-Hauptamtes
Die Organisation der VoMi war ab 1942 in elf Ämter gegliedert:
- Amt I: Amt des Dienststellenleiters, enthielt die Büros von VoMi-Leiter Werner Lorenz und dessen Stabschef Hermann Behrends.[8]
- Amt II: Organisation–Personal, Leitung Konrad Radunski.[8]
- Amt III: Finanzen, Wirtschafts- und Vermögensverwaltung, Leitung Heinrich Lohl. Dieses Amt blieb Zeit der Existenz der VoMi vom NSDAP-Schatzmeister Franz Xaver Schwarz abhängig.[8]
- Amt IV: Presse, Berichterstattung und Verbandsarbeit (später in Information umbenannt), Leitung Waldemar Rimann.[8]
- Amt V: Deutschtumserziehung, Leitung Willi Walter Puls (auch als Adolf Puls bezeichnet.[8])
- Amt VI: Sicherung Deutschen Volkstums im Reich, Leitung Heinz Brückner.[8]
- Amt VII: Sicherung Deutschen Volkstums in den neuen Ostgebieten[8], Leitung Horst Hoffmeyer[9]
- Amt VIII: Kultur und Wissenschaft[8], Leitung Wilhelm Luig[10]
- Amt IX: Politische Führung Deutscher Volksgruppen[8], Leitung Waldemar Rimann
- Amt X: Führung der Wirtschaft in den Deutschen Volksgruppen, Leitung Lothar Heller.[8]
- Amt XI: Umsiedlung, Leitung Walter Ellermeier.[8]

### Außenstellen und Umsiedlungskommandos im Ausland
- VoMi Einsatzstab Litzmannstadt (Łódź im „Warthegau“)
- VoMi Wien, gegründet nach dem Anschluss Österreichs, 1944 umbenannt in „Verbindungsstelle Südost“
- VoMi Krakau, zuständig für das Generalgouvernement
- VoMi Riga beim Höheren SS- und Polizeiführer (HSSPF) für das Reichskommissariat Ostland
- Sonderkommando R, beim Höheren SS- und Polizeiführer (HSSPF) für Russland-Süd in Kiew, zuständig für Russland. Es bestand aus drei Einsatzgruppen, eine davon in Landau, Gouvernement Transnistrien

Die Außenstellen in Krakau, Riga und Kiew standen unter der Leitung des Amtes VII, Sicherung Deutschen Volkstums in den neuen Ostgebieten
- in Paris und Brüssel gab es ebenfalls Außenstellen, die dem lokalen HSSPF unterstellt waren

Während der Umsiedlungsaktionen im Ausland gab es weitere Außenstellen („Umsiedlungskommandos“) auf Zeit. Als 1944 die Rote Armee sich Ungarn näherte, wurde eine Außenstelle in Budapest gegründet, die sich um die Evakuierung der ungarndeutschen Minderheit kümmerte.

### Rolle bei Rassenauslese, Umsiedlung und Massenmord
Größtenteils wurden die deutschstämmigen Umsiedler aus dem nordost- und südosteuropäischen Raum in den vom Deutschen Reich annektierten Teilen Polens angesiedelt, wie im Warthegau und im Generalgouvernement. Außerdem wurden bis 1944 über 2000 deutschstämmige Siedler in die SS-Landwacht Zamosc eingezogen, die eine wichtige Rolle bei der Vertreibung der polnischen Bevölkerung im Distrikt Lublin einnahm. Die Vomi erhielt auf Befehl Himmlers, Bekleidung, Wäsche und Decken (sogenanntes Diebes- und Hehlergut und Hamstervorräte) aus den Vernichtungslagern des Holocaust zur Weiterverteilung an Volksdeutsche. Der Judenstern musste zur Vermeidung von Missverständnissen vorher entfernt sein.
Die Umsiedler gerieten 1944/45 in den alle in Ostdeutschland und Osteuropa lebende Deutsche erfassenden Prozess von Flucht und Vertreibung.

## Juristische Aufarbeitung
Die Vomi wurde durch das Kontrollratsgesetz Nr. 2 zur „Auflösung und Liquidierung der Naziorganisationen“ vom 10. Oktober 1945 aufgelöst, die Organisation verboten und ihr Vermögen beschlagnahmt.

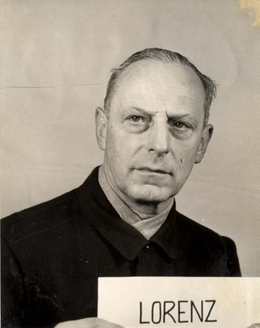
Werner Lorenz in alliierter Gefangenschaft

Im Nürnberger Prozess Rasse- und Siedlungshauptamt der SS wurden 1948 neben mehreren hochrangigen Mitarbeitern des Stabshauptamtes der SS auch Angehörige des Lebensborns und der VoMi angeklagt. Im Mittelpunkt des Prozesses stand die NS-Volkstumspolitik im Generalgouvernement und den annektierten polnischen Gebieten. Er thematisierte den Zusammenhang von antisemitisch und rassistisch motivierter Vertreibung und Vernichtung einerseits, Umsiedlung und Germanisierung andererseits. Der Leiter der VoMi Werner Lorenz erhielt eine Freiheitsstrafe von 20 Jahren, wegen Deportation, Entführung von Kindern zur Eindeutschung, Rekrutierung von ausländischen Zivilisten zur NS-Zwangsarbeit oder zum Dienst in SS und Wehrmacht, wurde aber nach sieben Jahren wieder auf freien Fuß gesetzt.